# ديدريك فريش
ديدريك فريش (بالدنماركية: Didrik Frisch)‏ هو رسام دنماركي، ولد في 4 مايو 1835 في Slagelse Municipality ‏ في الدنمارك، وتوفي في 22 نوفمبر 1867 في فلورنسا في إيطاليا بسبب كوليرا.